# Writ of Acceleration

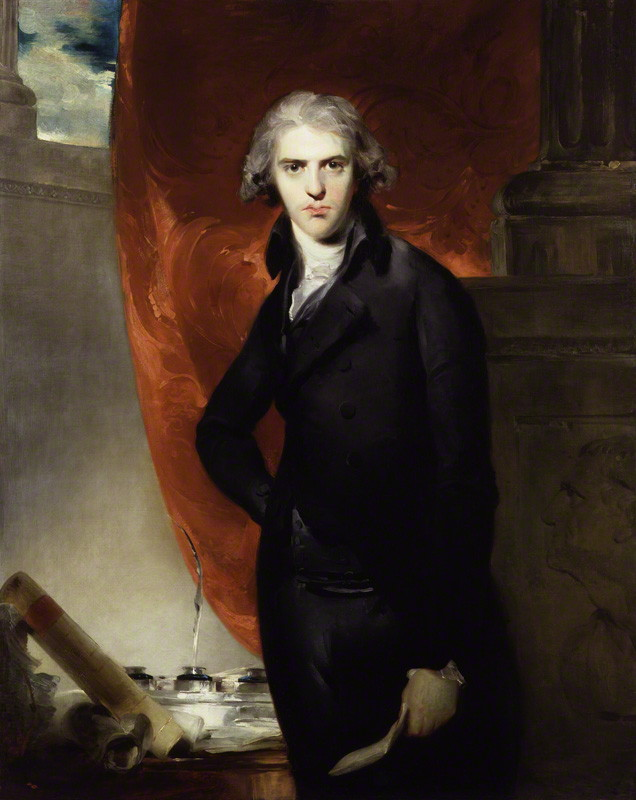
Robert Jenkinson, Lord Hawkesbury, später 2. Earl of Liverpool und Premierminister des Vereinigten Königreichs, wurde 1803 durch einen Writ of Acceleration Baron Hawkesbury.

Ein Writ in Acceleration, gemeinhin als Writ of Acceleration bekannt, zu deutsch Schreiben der Beschleunigung, war eine Unterart eines Writ of Summons, der es dem sicheren Titelerben (Heir Apparent) eines Inhabers mehrerer Peerstitel ermöglichte, unter einem nachgeordneten Titel seines Vaters Mitglied im englischen, später britischen House of Lords oder irischen House of Lords zu werden. Dieses Verfahren ermöglichte es das Durchschnittsalter des House of Lords zu senken und die Anzahl der fähigen Mitglieder, welche sich anfangs nur aus mehreren Dutzend Familien, später einigen hundert Familien, speiste, zu erhöhen ohne die effektive Größe der Peerage zu erhöhen und damit die Exklusivität der Adelstitel zu verwässern.
Das Verfahren der Writs of Acceleration wurde von König Eduard IV. 1482 eingeführt. Das Verfahren wurde nur selten, insgesamt 98 Mal in den über 400 Jahren angewendet. Das bislang letzte Writ of Acceleration wurde 1992 für den Politiker der Conservative Party und engen Mitarbeiter des Premierministers John Major, Robert Gascoyne-Cecil, Viscount Cranborne, den ältesten Sohn und Heir Apparent des Marquess of Salisbury ausgestellt. Er wurde mit dem väterlichen nachgeordneten Titel eines Baron Cecil, of Essendon in the County of Rutland, und nicht mit dem Höflichkeitstitel des Viscount Cranborne berufen. Das Verfahren wurde mit dem House of Lords Act 1999 abgeschafft, da das Recht der erblichen Peers auf einen Sitz im House of Lords entfiel. 

## Verfahrensweise
Ein Writ of Acceleration wurde nur gewährt, wenn es sich nicht um den Haupttitel, sondern um einen nachgeordneten Titel handelte und der Begünstigte der Heir Apparent, also der direkte Titelerbe, des aktuellen Inhabers war. In den allermeisten Fällen in eine väterliche Baronie berufen, die meist nicht der Höflichkeitstitel war unter dem der Nachfolger bisher bekannt war. Zum Beispiel wurde William Cavendish, Marquess of Hartington, Erbe von William Cavendish, 3. Duke of Devonshire, als Baron Cavendish of Hardwick berufen. Im Hinblick auf Titel in der Peerage of Scotland wurden auch nach dem Act of Union 1707 keine Writs of Acceleration ausgestellt, da schottische Titel bis zum Peerage Act 1963 nicht fest mit einem Sitz im britischen House of Lords verbunden waren. Titel der Peerage of Ireland berechtigten auch nach dem Act of Union 1801 nie zu einem Sitz im britischen House of Lords, wohl aber bis 1801 zu einem solchen im irischen House of Lords – im Hinblick auf dieses wurden zwischen 1608 und 1736 insgesamt achtmal Writs of Acceleration ausgestellt.
Der Nachfolger nahm im House of Lords den protokollarischen Rang ein, welcher ihm nach dem ursprünglichen Verleihungsdatum des übertragenen Titels zustand. Beispielsweise hatte Viscount Cranborne durch seine am 13. August 1603 geschaffene Baronie Cecil Vorrang vor allen Baronien, die nach diesem Datum geschaffen wurden. Er musste jedoch allen Viscounts Vorrang gewähren, obwohl sein weiterhin getragener Höflichkeitstitel Viscount Cranborne der zweitälteste Viscount-Titel war.
Wenn der Nachfolger vor seinem Vater starb, ging die Baronie, gemäß dem Modus, welcher bei der Schaffung des Titels festgelegt wurde, an dessen Heir Apparent. War ein solcher nicht vorhanden, ging der Titel zurück an den Vater. Zum Beispiel wurde Charles Boyle, der älteste Sohn des 2. Earl of Cork und 1. Earl of Burlington, 1663 als 3. Viscount Dungarvan berufen und somit Mitglied des irischen House of Louds sowie 1689 in die väterliche Baronie of Clifford of Lanesborough, die mit einem Sitz im englischen House of Lords verbunden war. Als Charles Boyle 1694 vor seinem Vater, Richard Boyle, 1. Earl of Burlington starb, erhielt daraufhin sein Sohn, Charles Boyle, Enkel des Earls, einen Writ of Summons als Baron Clifford of Lanesborough sowie Baron Clifford, den sein Vater 1691 von seiner Mutter geerbt hatte, für das englische Parlament und als Viscount Dungarvan für das irische Parlament. Dieser musste daraufhin als Mitglied des House of Commons ausscheiden und wurde Mitglied des House of Lords.
Ein Writ of Acceleration kann auch Auswirkung auf die Nummerierung der Titel haben. Angenommen der erste Earl Z und Baron X hat zwei Söhne und der erste Sohn erhält die Baronie vorzeitig. Wenn der zweite Baron X stirbt, dann wird sein Bruder nach dem Tod des Vaters zum zweiten Earl Z und dritten Baron X.

## Bemerkenswerte Fälle
Drei Writs of Acceleration waren besonders bemerkenswert, da bei diesen durch einen Verfahrensfehler ein neuer Adelstitel (Barony by writ) geschaffen wurde.
1628 wurde James Stanley, Lord Strange, Erbe von William Stanley, 6. Earl of Derby, in der alten Barony of Strange (geschaffen 1299), einen Titel der seinem Vater zugeschrieben wurde, berufen. Das House of Lords entschied aber später, dass der 6. Earl nicht Inhaber des Titels war, sondern die Töchter des 5. Earls. Infolgedessen wurde mit der Berufung von James Stanley eine zweite Baronie Strange geschaffen.
Der zweite erwähnenswerte Fall war 1717 Charles Paulet, Marquess of Winchester, der Erbe von Charles Paulet, 2. Duke of Bolton, der als Baron St John of Basing ins Parlament berufen werden sollte. Durch einen Verfahrensfehler wurde er als Baron Pawlett of Basing berufen und ein neuer Adelstitel wurde geschaffen. Da er keine Söhne hatte blieb er der einzige Baron und sein Bruder wurde der 4. Duke. 
Bei der vorzeitigen Berufung 1666 von Thomas Butler, 6. Earl of Ossory, ins englische House of Lords, wurde er im entsprechenden Writ of Summons als Baron Butler, of Moore Park, und nicht mit dem väterlichen Titel als Baron Butler, of Lanthony (geschaffen 1660) benannt und ihm so dieser neue Titel geschaffen.

## Alternativen
Wenn der älteste Sohn eines Peers als Mitglied ins House of Lords berufen werden sollte, konnte alternativ zum Writ of Acceleration auch ein neuer Titel für ihn geschaffen werden. Dieser Weg wurde auch gewählt, wenn ein schottischer oder irischer Titelinhaber Mitglied im House of Lord werden sollte oder nur der Vater einen Titel innehatte und somit kein nachgeordneter Titel vorhanden war. Zum Beispiel wurde 1832 Edward Smith-Stanley, Lord Strange, Sohn und Erbe des Edward Smith-Stanley, 12. Earl of Derby, der neue Titel Baron Stanley, of Bickerstaffe verliehen. Zwei Jahre später folgte er seinem Vater als 13. Earl nach. Sein Sohn Edward Smith-Stanley, 14. Earl of Derby wurde dagegen 1844 mit einem Writ of Acceleration zum 2. Baron Stanley, of Bickerstaffe ernannt. Ein weiteres Beispiel ist Robert Lindsay, 29. Earl of Crawford, welcher nach der Niederlage bei der Britischen Unterhauswahl im Oktober 1974, als Baron Balniel, of Pitcorthie in the County of Fife, zum Life Peer und somit bereits vor dem Tod seines Vaters, David Lindsay, 28. Earl of Crawford, im Jahre 1975 Mitglied im House of Lord wurde. George Younger wurde 1992 zum Life Peer Baron Younger of Prestwick, of Ayr in the District of Kyle and Carrick, ernannt. Bei ihm war kein Writ of Acceleration möglich, da sein Vater nur einen Titel, Viscount Younger of Leckie, innehatte.
Eine andere Möglichkeit für Söhne von Peers einen Sitz im Parlament zu erlangen, welche weder einen Writ of Acceleration noch einen neuen Titel erhielten, war es, sich als Abgeordnete im House of Commons zur Wahl stellen. Diese Variante kam historisch deutlich häufiger vor, als die der Writ of Acceleration oder die Verleihung eines neuen Titels. Vor dem 20. Jahrhundert war es für solche Personen aus der Oberschicht mit entsprechender politischer Neigung sehr einfach einen Wahlkreis zu finden, der bereit war sie zu wählen. Es gab mehrere Wahlkreise, die weniger als 30 Wahlberechtigte hatten, sogenannte Rotten oder Pocket Boroughs.

## Writs of Accelerations ins englische später britische House of Lords
| Datum              | Person benannt als                                               | Berufen als                           | Nachgefolgt als                         | Anmerkungen |
| ------------------ | ---------------------------------------------------------------- | ------------------------------------- | --------------------------------------- | --- |
| 15. November 1482  | Thomas FitzAlan, Lord Maltravers                                 | Baron Maltravers (1330)               | Earl of Arundel, 1487                   | |
| 5. Februar 1533    | Henry FitzAlan, Lord Maltravers                                  | Baron Maltravers (1330)               | Earl of Arundel, 1544                   | |
| 17. Februar 1533   | Francis Talbot, Lord Talbot                                      | Baron Talbot (1331)                   | Earl of Shrewsbury, 1538                | |
| 4. Oktober 1544    | John Paulet, Lord St. John of Basing                             | Baron St. John of Basing (1539)       | Marquess of Winchester, 1572            | |
| 5. Januar 1553     | John Dudley, Earl of Warwick                                     | Earl of Warwick (1553)                | nie nachgefolgt                         | Seinem Vater John Dudley, 1. Duke of Northumberland wurden die übrigen Titel im August 1553 wegen Hochverrats aberkannt                                         |
| 5. Januar 1553     | George Talbot, Lord Talbot                                       | Baron Talbot (1331)                   | Earl of Shrewsbury, 1560                | |
| 1. März 1553       | Francis Russell, Lord Russell                                    | Baron Russel (1539)                   | Earl of Bedford, 1555                   | |
| 14. August 1553    | Thomas Radclyffe, Viscount FitzWalter                            | Baron FitzWalter (1295)               | Earl of Sussex, 1553                    | |
| 23. Januar 1559    | Henry Hastings, Lord Hastings                                    | Baron Hastings (1461)                 | Earl of Huntingdon, 1560                | |
| 23. Januar 1559    | Henry Stanley, Lord Strange                                      | Baron Strange (1229)                  | Earl of Derby, 1572                     | |
| 5. Mai 1572        | William Paulet, Lord St. John of Basing                          | Baron St. John of Basing (1539)       | Marquess of Winchester, 1576            | |
| Januar 1581        | John Russell, Lord Russell                                       | Baron Russel (1539)                   | nie nachgefolgt                         | Heir Apparent von Francis Russell, 2. Earl of Bedford, aber vor seinem Vater verstorben                                                                         |
| 28. Januar 1589    | Gilbert Talbot, Lord Talbot                                      | Baron Talbot (1331)                   | Earl of Shrewsbury, 1590                | |
| 28. Januar 1589    | Ferdinando Stanley, Lord Strange                                 | Baron Strange (1299)                  | Earl of Derby, 1593                     | |
| 31. Januar 1604    | William Howard, Lord Howard of Effingham                         | Baron Howard of Effingham (1554)      | nie nachgefolgt                         | Heir Apparent von Charles Howard, 1. Earl of Nottingham, aber vor seinem Vater verstorben                                                                       |
| 31. Januar 1604    | Henry Somerset, Lord Herbert                                     | Baron Herbert (1461)                  | Earl of Worcester, 1628                 | 1642 zum Marquess of Worcester erhoben |
| 8. Februar 1610    | Thomas Clinton, Lord Clinton de Say                              | Baron Clinton (1298)                  | Earl of Lincoln, 1572                   | |
| 8. Februar 1610    | Theophilus Howard, Lord Howard de Walden                         | Baron Howard de Walden (1597)         | Earl of Suffolk, 1626                   | |
| Februar 1621       | William Seymour, Lord Beauchamp                                  | Baron Beauchamp (1559)                | Earl of Hertford, 1621                  | 1660 wurde der Titel des Duke of Somerset wiederhergestellt. |
| 10. Februar 1624   | John Paulet, Lord St. John of Basing                             | Baron St. John of Basing (1539)       | Marquess of Winchester, 1628            | |
| 28. März 1626      | Algernon Percy, Lord Percy                                       | Baron Percy (1557)                    | Earl of Northumberland, 1632            | |
| 1. April 1626      | Spencer Compton, Lord Compton                                    | Baron Compton (1572)                  | Earl of Northampton, 1630               | |
| 22. Mai 1626       | Edward Montagu, Lord Kimbolton                                   | Baron Montagu of Kimbolton (1620)     | Earl of Manchester, 1642                | |
| Februar 1628       | Henry Ley, Lord Ley                                              | Baron Ley (1624)                      | Earl of Marlborough, 1629               | |
| 7. März 1628       | James Stanley, Lord Strange                                      | Baron Strange (1628)                  | Earl of Derby, 1642                     | Baronie durch Verfahrensfehler, siehe oben |
| 23. April 1628     | Hon. Edward Conway                                               | Baron Conway de Ragley (1624)         | Viscount Conway, 1631                   | |
| 3. November 1640   | Charles Howard, Viscount Andover                                 | Baron Howard of Charlton (1622)       | Earl of Berkshire, 1669                 | |
| 3. November 1640   | Ferdinando Hastings, Lord Hastings                               | Baron Hastings (1461)                 | Earl of Huntingdon, 1643                | |
| 3. November 1640   | Hon. Thomas Wentworth                                            | Baron Wentworth (1529)                | nie nachgefolgt                         | Heir Apparent von Thomas Wentworth, 1. Earl of Cleveland, aber vor seinem Vater verstorben                                                                      |
| 3. November 1640   | Montagu Bertie, Lord Willoughby de Eresby                        | Baron Willoughby de Eresby (1313)     | Earl of Lindsey, 1642                   | |
| 27. November 1640  | John Carey, Viscount Rochford                                    | Baron Hunsdon (1559)                  | Earl of Dover, 1666                     | |
| 11. Januar 1641    | Henry Pierrepont, Lord Pierrepont                                | Baron Pierrepont (1627)               | Earl of Kingston-upon-Hull, 1643        | 1645 zum Marquess of Dorchester erhoben |
| 26. Januar 1641    | Robert Rich, Lord Rich                                           | Baron Rich (1547)                     | Earl of Warwick, 1658                   | |
| 14. Mai 1641       | Oliver St John, Lord St. John of Bletso                          | Baron St. John of Bletso (1559)       | nie nachgefolgt                         | Heir Apparent von Oliver St. John, 1. Earl of Bolingbroke, aber vor seinem Vater verstorben                                                                     |
| 9. Juni 1641       | George Digby, Lord Digby                                         | Baron Digby (1618)                    | Earl of Bristol, 1653                   | |
| 14. Januar 1678    | Henry Howard, Earl of Arundel                                    | Baron Mowbray (1283)                  | Duke of Norfolk, 1684                   | |
| 22. Oktober 1680   | Robert Leke, Lord Deincourt                                      | Baron Deincourt (1624)                | Earl of Scarsdale, 1681                 | |
| 1. November 1680   | Hon. Conyers Darcy                                               | Baron Conyers (1509)                  | Earl of Holderness, 1689                | |
| 11. Juli 1689      | Charles Berkeley, Viscount Dursley                               | Baron Berkeley (1421)                 | Earl of Berkeley, 1698                  | |
| 11. Juli 1689      | Robert Sidney, Viscount L’Isle                                   | Baron Sydney (1603)                   | Earl of Leicester, 1698                 | |
| 16. Juli 1689      | Charles Boyle, 3. Viscount Dungarvan                             | Baron Clifford of Lanesborough (1628) | nie nachgefolgt                         | Heir Apparent von Richard Boyle, 2. Earl of Cork, aber vor seinem Vater verstorben                                                                              |
| 16. Juli 1689      | Charles Granville, Lord Lansdown                                 | Baron Granville (1661)                | Earl of Bath, 1701                      | |
| 3. März 1690       | Peregrine Osborne, 2. Viscount Dunblane                          | Baron Osborne (1673)                  | Duke of Leeds, 1712                     | |
| 19. April 1690     | Robert Bertie, Lord Willoughby de Eresby                         | Baron Willoughby de Eresby (1313)     | Earl of Lindsey, 1701                   | 1706 zum Marquess of Lindsey und 1715 zum Duke of Ancaster and Kesteven erhoben                                                                                 |
| 5. März 1705       | James Berkeley, Viscount Dursley                                 | Baron Berkeley (1421)                 | Earl of Berkeley, 1710                  | |
| 28. Dezember 1711  | James Compton, Lord Compton                                      | Baron Compton (1572)                  | Earl of Northampton, 1727               | |
| 29. Dezember 1711  | Charles Bruce, Viscount Bruce of Ampthill                        | Baron Bruce of Whorlton (1641)        | Earl of Ailesbury, 1741                 | |
| 28. Januar 1713    | Peregrine Osborne, Viscount Osborne                              | Baron Osborne (1673)                  | Duke of Leeds, 1729                     | |
| 4. März 1715       | Richard Lumley, Viscount Lumley                                  | Baron Lumley (1681)                   | Earl of Scarbrough, 1721                | |
| 16. März 1715      | Peregrine Bertie, Marquess of Lindsey                            | Baron Willoughby de Eresby (1313)     | Duke of Ancaster and Kesteven, 1723     | |
| 12. April 1717     | Charles Paulet, Marquess of Winchester                           | Baron Pawlett of Basing (1717)        | Duke of Bolton, 1722                    | Baronie durch Verfahrensfehler, siehe oben |
| 8. November 1718   | Anthony Grey, Earl of Harold                                     | Baron Lucas (1663)                    | nie nachgefolgt                         | Heir Apparent von Henry Grey, 1. Duke of Kent, aber vor seinem Vater verstorben                                                                                 |
| 24. Mai 1723       | Hon. Charles Townshend                                           | Baron Townshend (1681)                | Viscount Townshend, 1738                | Da sein Vater ebenfalls als Lord Townshend angesprochen wurde, wurde Charles nach der territorialen Widmung seines Titels, Lynn Regis, Lord Lynn genannt        |
| 11. Juni 1733      | John Hervey, Lord Hervey                                         | Baron Hervey (1703)                   | nie nachgefolgt                         | Heir Apparent von John Hervey, 1. Earl of Bristol, aber vor seinem Vater verstorben                                                                             |
| 17. Januar 1734    | John Poulett, Viscount Hinton                                    | Baron Poulett (1627)                  | Earl Poulett, 1743                      | Da sein Vater bereits als Lord Poulett angesprochen wurde, wurde John nach der territorialen Widmung seines Titels, Hinton St. George, Lord Hinton genannt      |
| 22. Januar 1750    | Henry Hyde, Viscount Cornbury                                    | Baron Hyde (1660)                     | nie nachgefolgt                         | Heir Apparent von Henry Hyde, 4. Earl of Clarendon, aber vor seinem Vater verstorben                                                                            |
| 13. Juni 1751      | William Cavendish, Marquess of Hartington                        | Baron Cavendish of Hardwick (1605)    | Duke of Devonshire, 1755                | |
| 15. Mai 1776       | Francis Osborne, Marquess of Carmarthen                          | Baron Osborne (1673)                  | Duke of Leeds, 1789                     | |
| 30. November 1798  | Robert Hobart, Lord Hobart                                       | Baron Hobart (1728)                   | Earl of Buckinghamshire, 1804           | |
| 25. Februar 1799   | George Granville Leveson-Gower, Earl Gower                       | Baron Gower (1703)                    | Marquess of Stafford, 1803              | 1833 zum Duke of Sutherland erhoben |
| 29. Juni 1801      | Thomas Pelham, Lord Pelham of Stanmer                            | Baron Pelham of Stanmer (1762)        | Earl of Chichester, 1805                | |
| 15. Juni 1801      | George Legge, Viscount Lewisham                                  | Baron Dartmouth (1682)                | Earl of Dartmouth, 1801                 | |
| 15. November 1803  | Robert Jenkinson, Lord Hawkesbury                                | Baron Hawkesbury (1786)               | Earl of Liverpool, 1808                 | |
| 16. Oktober 1804   | George Ashburnham, Viscount St. Asaph                            | Baron Ashburnham (1689)               | Earl of Ashburnham, 1812                | |
| 12. März 1806      | George Spencer-Churchill, Marquess of Blandford                  | Baron Spencer of Wormleighton (1603)  | Duke of Marlborough, 1817               | |
| 4. November 1806   | Alexander Hamilton, Marquess of Douglas and Clydesdale           | Baron Dutton (1711)                   | Duke of Hamilton, 1819                  | |
| 11. April 1807     | Charles Montagu-Scott, Earl of Dalkeith                          | Baron Scott of Tindale (1663)         | Duke of Buccleuch and Queensberry, 1812 | |
| 11. April 1807     | George Gordon, Marquess of Huntly                                | Baron Gordon (1784)                   | Duke of Gordon, 1827                    | |
| 12. März 1812      | Hugh Percy, Earl Percy                                           | Baron Percy (1722)                    | Duke of Northumberland, 1817            | |
| 5. Januar 1822     | George Cholmondeley, Earl of Rocksavage                          | Baron Newburgh (1715)                 | Marquess of Cholmondeley, 1827          | |
| 22. November 1826  | George Sutherland-Leveson-Gower, Earl Gower                      | Baron Gower (1703)                    | Duke of Sutherland, 1833                | Zur Zeit des Writ of Acceleration war er der Heir Apparent von George Leveson-Gower, 2. Marquess of Stafford, dieser wurde 1833 zum Duke of Sutherland erhoben. |
| 15. Januar 1833    | Henry Paget, Earl of Uxbridge                                    | Baron Paget (1553)                    | Marquess of Anglesey, 1854              | |
| 15. Januar 1833    | Francis Russell, Marquess of Tavistock                           | Baron Howland (1695)                  | Duke of Bedford, 1839                   | |
| 15. Januar 1833    | George Grey, Lord Grey of Groby                                  | Baron Grey of Groby (1603)            | nie nachgefolgt                         | Heir Apparent von George Grey, 6. Earl of Stamford, aber vor seinem Vater verstorben                                                                            |
| 8. Januar 1835     | George Pratt, Earl of Brecknock                                  | Baron Camden (1765)                   | Marquess Camden, 1840                   | |
| 2. Juli 1838       | Francis D’Arcy-Osborne, Marquess of Carmarthen                   | Baron Osborne (1673)                  | Duke of Leeds, 1838                     | |
| 5. Juli 1838       | George Brudenell-Bruce, Earl Bruce                               | Baron Bruce of Tottenham (1746)       | Marquess of Ailesbury, 1856             | |
| 28. Februar 1839   | Hugh Fortescue, Viscount Ebrington                               | Baron Fortescue (1746)                | Earl Fortescue, 1841                    | |
| 16. August 1841    | Henry Fitzalan-Howard, Earl of Arundel and Surrey                | Baron Maltravers (1330)               | Duke of Norfolk, 1842                   | |
| 8. September 1841  | William Lowther, Viscount Lowther                                | Baron Lowther (1784)                  | Earl of Lonsdale, 1844                  | |
| 4. November 1844   | Edward Smith-Stanley, Lord Stanley                               | Baron Stanley (1832)                  | Earl of Derby, 1851                     | |
| 8. April 1853      | George Byng, Viscount Enfield                                    | Baron Strafford (1835)                | Earl of Strafford, 1860                 | |
| 11. Juli 1856      | Henry Petty-Fitzmaurice, Earl of Shelburne                       | Baron Wycombe (1760)                  | Marquess of Lansdowne, 1863             | |
| 6. Mai 1859        | Charles Bennett, Lord Ossulston                                  | Baron Ossulston (1682)                | Earl of Tankerville, 1859               | |
| 5. Dezember 1859   | Hugh Fortescue, Viscount Ebrington                               | Baron Fortescue (1746)                | Earl Fortescue, 1861                    | |
| 9. Juli 1863       | Ferdinand St. Maur, Earl St. Maur                                | Baron Seymour (1547)                  | nie nachgefolgt                         | Heir Apparent von Edward St. Maur, 12. Duke of Somerset, aber vor seinem Vater verstorben                                                                       |
| 14. September 1870 | William Eliot, Lord Eliot                                        | Baron Eliot (1784)                    | Earl of St. Germans, 1877               | |
| 26. Februar 1874   | George Byng, Viscount Enfield                                    | Baron Strafford (1835)                | Earl of Strafford, 1886                 | |
| 5. September 1876  | William Keppel, Viscount Bury                                    | Baron Ashford (1697)                  | Earl of Albemarle, 1891                 | |
| 12. April 1880     | William Amherst, Viscount Holmesdale                             | Baron Amherst (1788)                  | Earl Amherst, 1886                      | |
| 22. Juli 1887      | Henry Percy, Earl Percy                                          | Baron Lovaine (1784)                  | Duke of Northumberland, 1899            | |
| 6. Juni 1896       | Henry Manners, Marquess of Granby                                | Baron Manners (1807)                  | Duke of Rutland, 1906                   | |
| Oktober 1940       | Roundell Palmer, Viscount Wolmer                                 | Baron Selborne (1872)                 | Earl of Selborne, 1942                  | |
| 21. Januar 1941    | Robert Gascoyne-Cecil, Viscount Cranborne                        | Baron Cecil of Essendon (1603)        | Marquess of Salisbury, 1947             | |
| 16. Januar 1951    | Gilbert Heathcote-Drummond-Willoughby, Lord Willoughby de Eresby | Baron Willoughby de Eresby (1313)     | Earl of Ancaster, 1951                  | |
| 29. April 1992     | Robert Gascoyne-Cecil, Viscount Cranborne                        | Baron Cecil of Essendon (1603)        | Marquess of Salisbury, 2003             | 1999 wurde er Life Peer als Baron Gascoyne-Cecil |

## Writs of Accelerations ins irische House of Lords
| Datum            | Person bekannt als                  | Berufen als                    | Nachgefolgt               | Bemerkungen                                                                                |
| ---------------- | ----------------------------------- | ------------------------------ | ------------------------- | ------------------------------------------------------------------------------------------ |
| 13. Juli 1608    | Henry O’Brien, Lord Ibrackan        | Baron Ibrackan (1543)          | Earl of Thomond, 1624     |                                                                                            |
| 8. August 1662   | Thomas Butler, Earl of Ossory       | Earl of Ossory (1528)          | nie nachgefolgt           | Heir Apparent von James Butler, 1. Duke of Ormonde, aber vor seinem Vater verstorben       |
| 8. August 1662   | Charles MacCarty, Viscount Muskerry | Viscount Muskerry (1628)       | nie nachgefolgt           | Heir Apparent von Donough MacCarty, 1. Earl of Clancarty, aber vor seinem Vater verstorben |
| 28. Januar 1663  | Charles Boyle, Viscount Dungarvan   | Viscount Dungarvan (1620)      | nie nachgefolgt           | Heir Apparent von Richard Boyle, 2. Earl of Cork, aber vor seinem Vater verstorben         |
| 30. Oktober 1665 | William Brabazon, Lord Brabazon     | Baron Brabazon of Ardee (1616) | Earl of Meath, 1675       |                                                                                            |
| 4. Oktober 1711  | Michael Burke, Lord Dunkellin       | Baron Dunkellin (1543)         | Earl of Clanricarde, 1722 |                                                                                            |
| 9. März 1715     | Chaworth Brabazon, Lord Brabazon    | Baron Brabazon of Ardee (1616) | Earl of Meath, 1715       |                                                                                            |
| 23. März 1736    | James Hamilton, Lord Paisley        | Baron Mountcastle (1606)       | Earl of Abercorn, 1744    |                                                                                            |